# Jordi Margarit i Sanmartí
Jordi Margarit i Sanmartí (Rubí, Vallès Occidental, 6 de maig de 1954) és un periodista català, president del consell rector de Ràdio Associació de Catalunya entre 1998 i 2024.
Durant la seva trajectòria professional, ha dirigit i presentat programes a Catalunya Ràdio, RAC 1, Radio Juventud de Cartagena, Ràdio 4 i Radio Espanya de Barcelona. Destaquen els programes El pont de les formigues, Sal mediterrània, distingit l'any 1994 amb el Premi de ràdio en la Nit de Santa Llúcia, Ja som avui i Ofici i benefici, a Catalunya Ràdio, i La primera pedra de RAC1, programa emès durant setze temporades (2000-2016) que aconseguí ser líder d'audiència en la seva franja horària. També ha sigut guionista dels programes de televisió El periodista aficionat i Catalunya des de l'aire de TV3 i ha col·laborat amb els diaris Avui, El Punt, Nació digital. Col·laborador del diari digital Rubitv.cat, va ser director de l'emissora local Radio Rubí i membre fundador de les Emissores Municipals de Catalunya (EMUC). El setembre de 2016 fou nomenat director adjunt de RAC1.
Entre d'altres guardons, ha rebut el Premi Òmnium Cultural de Ràdio (1994), Premi Ateneus de Comunicació (2004), Premi d'Honor de Comunicació (2012) i Premi Joan Coromines (2014).